# You Are the Quarry
You Are the Quarry é o sétimo álbum de estúdio do cantor britânico Morrissey. O álbum foi lançado em 17 de maio de 2004.

## Lançamento
O lançamento foi um evento significativo na carreira de Morrissey, por diversas razões. No final dos anos 1990, Morrissey foi tratado com desprezo pela imprensa musical britânica e, posteriormente, tornou-se um pária no que diz respeito ao movimento Britpop. Com o You Are the Quarry, Morrissey volta ao mainstream musical. Como foi o seu primeiro álbum de estúdio em sete anos, os críticos e o público estavam dispostos a dar-lhe uma oportunidade. Como tal, o primeiro single "Irish Blood, English Heart" tornou-se seu maior single chart no Reino Unido na 3.ª posição e recebeu airplay significativo nos EUA, indo para a 36ª posição na Alternative Songs. O álbum alcançou o 2.º lugar no Reino Unido e se tornou o álbum de Morrissey  mais "alto" nas paradas dos EUA, atingindo a 11.ª posição.

## Faixas
1. "America Is Not the World"   Morrissey/Alain Whyte 4:03
2. "Irish Blood, English Heart"   Morrissey/Whyte 2:37
3. "I Have Forgiven Jesus"   Morrissey/Whyte 3:41
4. "Come Back to Camden"   Morrissey/Boz Boorer 4:14
5. "I'm Not Sorry"   Morrissey/Boorer 4:41
6. "The World Is Full of Crashing Bores"   Morrissey/Boorer 3:51
7. "How Can Anybody Possibly Know How I Feel?"   Morrissey/Whyte 3:25
8. "First of the Gang to Die"   Morrissey/Whyte 3:38
9. "Let Me Kiss You"   Morrissey/Whyte 3:30
10. "All the Lazy Dykes"   Morrissey/Whyte 3:31
11. "I Like You"   Morrissey/Boorer 4:11
12. "You Know I Couldn't Last"   Morrissey/Whyte/Gary Day 5:51
Em outubro de 2004, a gravadora lançou a "Deluxe edition", com os b sides dos tres primeiros singles como faixas bonus:
13. "Don't Make Fun of Daddy's Voice"   Morrissey/Whyte 2:53
14. "It's Hard to Walk Tall When You're Small"   Morrissey/Whyte 3:32
15. "Teenage Dad on His Estate"   Morrissey/Whyte 4:08
16. "Munich Air Disaster 1958"   Morrissey/Whyte 2:30
17. "Friday Mourning"   Morrissey/Whyte 4:08
18. "The Never-Played Symphonies"   Morrissey/Whyte 3:03
19. "My Life Is a Succession of People Saying Goodbye"   Morrissey/Whyte 2:55
20. "I Am Two People"   Morrissey/Whyte 3:55
21. "Mexico"   Morrissey/Boorer/Day 4:06

## Posição nas paradas musicais
| Parada (2004)                         | Melhor posição |
| ------------------------------------- | -------------- |
| Austrália (ARIA)                      | 64             |
| Áustria (Ö3 Austria Top 40)           | 24             |
| Bélgica (Ultratop Flandres)           | 14             |
| Bélgica (Ultratop Valônia)            | 32             |
| Dinamarca (Hitlisten)                 | 13             |
| Países Baixos (Dutch Charts)          | 30             |
| Finlândia (Suomen virallinen lista)   | 8              |
| França (SNEP)                         | 21             |
| Alemanha (Offizielle Deutsche Charts) | 7              |
| Irlanda (IRMA)                        | 3              |
| Itália (FIMI)                         | 32             |
| Noruega (VG-lista)                    | 5              |
| Portugal (AFP)                        | 10             |
| Suécia (Sverigetopplistan)            | 1              |
| Suíça (Schweizer Hitparade)           | 63             |
| Reino Unido (Official Albums Chart)   | 2              |
| Estados Unidos (Billboard 200)        | 11             |

## Certificações e vendas
| Região                                         | Certificação | Vendas    |
| ---------------------------------------------- | ------------ | --------- |
| Reino Unido (BPI)                              | Platina      | 300,000^  |
| Resumos                                        |              |           |
| Mundo                                          | —            | 1,000,000 |
| ^distribuições baseadas apenas na certificação |              |           |